# Wonderful Christmastime
Wonderful Christmastime (englisch für: Wundervolle Weihnachtszeit) ist ein Weihnachtslied des britischen Musikers Paul McCartney, das am 16. November 1979 als Single-A-Seite veröffentlicht wurde.

## Hintergrund
Wonderful Christmastime wurde im Juli 1979 von Paul McCartney komponiert, das er dann in seinen Heimstudios in Peasmarsh (Sussex) und High Park Farm (Schottland) während des Sommers 1979 aufnahm. McCartney spielte sämtliche Instrumente und war für die Produktion verantwortlich. Er kehrte damit zu einer Arbeitsweise zurück, die er bei der Aufnahme seines ersten Soloalbums McCartney praktiziert hatte. Wonderful Christmastime basiert auf einem Synthesizer-Riff, das auf einem Sequential Circuits Prophet-5 gespielt wurde. Es war McCartneys erste Weihnachtskomposition seit den Fanclub-Botschaften der Beatles in den 1960er Jahren.
Obwohl an der Aufnahme keine Mitglieder seiner Begleitband Wings beteiligt waren, traten diese im Musikvideo auf, das im Pub Fountain Inn in Ashurst am 16. November 1979 gedreht wurde.
Die Single erschien am 16. November 1979 als 7″-Single über Parlophone und Columbia Records. Als B-Seite wurde der instrumentale Reggae-Song Rudolph the Red-Nosed Reggae veröffentlicht. Es war die erste Single, die seit Another Day im Jahr 1971 ausschließlich McCartney zugeschrieben wurde. In der Auslaufrille der britischen A-Seite der Vinyl-Single steht die Botschaft „To lift a glass … Xmas '79“, während auf der B-Seite zu lesen ist: “Love from Rudi! … Xmas ’79”.
Paul McCartney und die Wings spielten den Song auf ihrer Wings UK Tour 1979, die dem Wings-Album Back to the Egg gewidmet war. McCartney spielte es auch als Zugabe während der Dezember-Shows für seine Good Evening Europe-Tour 2009, auf der Up And Coming-Tour im darauffolgenden Jahr und auf der Got Back Tour 2024.
Jahrelang war das Lied nur als Single oder auf Weihnachtssamplern erhältlich.

## Rezeption und Erfolg
Das Lied erreichte in den britischen Musikcharts 1979/1980 Platz sechs und blieb zunächst für acht Wochen in den Charts. Seit der Berücksichtigung von Musikdownloads 2007 platziert sich der Song regelmäßig zu Weihnachten wieder in den britischen Charts. Durch die Berücksichtigung von Musikstreaming Mitte der 2010er Jahre konnte er 2017 zum ersten Mal seit mehr als 35 Jahren wieder die Top 30 in Großbritannien erreichen. Im Jahr 2016 platzierte sich das Lied dadurch zum ersten Mal in Deutschland und Österreich, 2017 zum ersten Mal in der Schweiz sowie 2018 zum ersten Mal in den USA.
In den Vereinigten Staaten erreichte es zudem Platz 83 der Top-100-Single-Charts von Cash Box und Platz 94 der Charts von Record World. Die Single erreichte ebenfalls Platz zehn der Weihnachtslieder-Charts von Billboard und Platz 29 der Hot Adult Contemporary Tracks.
Das Lied erhält jedes Weihnachtsfest viel Airplay, gilt aber unter Kritikern als eher schwache Leistung McCartneys. Die American Society of Composers, Authors and Publishers (ASCAP) listete das Lied 2006 auf einer Liste der 25 am meisten gespielten Weihnachtssongs („Top 25 ASCAP Holiday Songs“) auf Platz 25. Es war das neueste Lied auf dieser Liste. Durch die zahlreichen Coverversionen und das konstante Airplay zur Weihnachtszeit erhält McCartney zwischen 400.000 und 600.000 US-Dollar an Tantiemen jährlich. Damit hatte er bis 2010 rund 15 Millionen US-Dollar mit diesem Lied verdient.

## Aufnahme
Die Studioversion von Wonderful Christmastime wurde von Paul McCartney im Juli 1979 in seinen Heimstudios High Park Farm, Peasmarsh, Sussex und Spirit of Ranachan Studio, Campbeltown mit ihm als Produzenten aufgenommen. McCartney war ebenfalls Toningenieur der Aufnahmen. Die Abmischung mit dem Toningenieur Eddie Klein erfolgte am 4. Oktober 1979 in den Londoner Abbey Road Studios.
Besetzung:
- Paul McCartney: Gesang, E-Gitarre, Schlittenglocken, Keyboard, Synthesizer, Schlagzeug, Tamburin

## Kommerzieller Erfolg

### Chartplatzierungen
| Periode   | Höchstplatzierung, GesamtwochenChartplatzierungen (Periode, Platzierungen, Wochen) | Höchstplatzierung, GesamtwochenChartplatzierungen (Periode, Platzierungen, Wochen) | Höchstplatzierung, GesamtwochenChartplatzierungen (Periode, Platzierungen, Wochen) | Höchstplatzierung, GesamtwochenChartplatzierungen (Periode, Platzierungen, Wochen) | Höchstplatzierung, GesamtwochenChartplatzierungen (Periode, Platzierungen, Wochen) |
| Periode   | DE                                                                                 | AT                                                                                 | CH                                                                                 | UK                                                                                 | US                                                                                 |
| --------- | ---------------------------------------------------------------------------------- | ---------------------------------------------------------------------------------- | ---------------------------------------------------------------------------------- | ---------------------------------------------------------------------------------- | ---------------------------------------------------------------------------------- |
| 1979/80   | —                                                                                  | —                                                                                  | —                                                                                  | UK6 (8 Wo.)UK                                                                      | —                                                                                  |
|           |                                                                                    |                                                                                    |                                                                                    |                                                                                    |                                                                                    |
|           |                                                                                    |                                                                                    |                                                                                    |                                                                                    |                                                                                    |
| 2007/08   | —                                                                                  | —                                                                                  | —                                                                                  | UK44 (3 Wo.)UK                                                                     | —                                                                                  |
|           |                                                                                    |                                                                                    |                                                                                    |                                                                                    |                                                                                    |
|           |                                                                                    |                                                                                    |                                                                                    |                                                                                    |                                                                                    |
| 2011/12   | —                                                                                  | —                                                                                  | —                                                                                  | UK72 (2 Wo.)UK                                                                     | —                                                                                  |
| 2012/13   | —                                                                                  | —                                                                                  | —                                                                                  | UK96 (1 Wo.)UK                                                                     | —                                                                                  |
|           |                                                                                    |                                                                                    |                                                                                    |                                                                                    |                                                                                    |
|           |                                                                                    |                                                                                    |                                                                                    |                                                                                    |                                                                                    |
| 2015/16   | —                                                                                  | —                                                                                  | —                                                                                  | UK68 (2 Wo.)UK                                                                     | —                                                                                  |
| 2016/17   | DE77 (1 Wo.)DE                                                                     | AT62 (1 Wo.)AT                                                                     | —                                                                                  | UK40 (4 Wo.)UK                                                                     | —                                                                                  |
| 2017/18   | DE27 (4 Wo.)DE                                                                     | AT28 (3 Wo.)AT                                                                     | CH59 (1 Wo.)CH                                                                     | UK26 (4 Wo.)UK                                                                     | —                                                                                  |
| 2018/19   | DE13 (4 Wo.)DE                                                                     | AT13 (3 Wo.)AT                                                                     | CH19 (2 Wo.)CH                                                                     | UK20 (4 Wo.)UK                                                                     | US47 (1 Wo.)US                                                                     |
| 2019/20   | DE12 (4 Wo.)DE                                                                     | AT12 (3 Wo.)AT                                                                     | CH31 (2 Wo.)CH                                                                     | UK37 (4 Wo.)UK                                                                     | —                                                                                  |
| 2020/21   | DE8 (5 Wo.)DE                                                                      | AT10 (5 Wo.)AT                                                                     | CH31 (5 Wo.)CH                                                                     | UK25 (6 Wo.)UK                                                                     | US28 (3 Wo.)US                                                                     |
| 2021/22   | DE7 (6 Wo.)DE                                                                      | AT12 (5 Wo.)AT                                                                     | CH20 (5 Wo.)CH                                                                     | UK17 (5 Wo.)UK                                                                     | US36 (2 Wo.)US                                                                     |
| 2022/23   | DE13 (6 Wo.)DE                                                                     | AT15 (5 Wo.)AT                                                                     | CH19 (5 Wo.)CH                                                                     | UK17 (6 Wo.)UK                                                                     | US32 (2 Wo.)US                                                                     |
| 2023/24   | DE13 (5 Wo.)DE                                                                     | AT16 (5 Wo.)AT                                                                     | CH19 (5 Wo.)CH                                                                     | UK22 (5 Wo.)UK                                                                     | US26 (5 Wo.)US                                                                     |
| 2024/25   | DE15 (6 Wo.)DE                                                                     | AT16 (5 Wo.)AT                                                                     | CH15 (5 Wo.)CH                                                                     | UK16 (5 Wo.)UK                                                                     | US26 (3 Wo.)US                                                                     |
| Insgesamt | DE7 (41 Wo.)DE                                                                     | AT10 (35 Wo.)AT                                                                    | CH15 (30 Wo.)CH                                                                    | UK6 (59 Wo.)UK                                                                     | US26 (16 Wo.)US                                                                    |

### Auszeichnungen für Musikverkäufe
| Land/Region                  | Auszeichnungen für Musikverkäufe (Land/Region, Auszeichnung, Verkäufe) | Verkäufe  |
| ---------------------------- | ---------------------------------------------------------------------- | --------- |
| Australien (ARIA)            | Gold                                                                   | 35.000    |
| Dänemark (IFPI)              | Platin                                                                 | 90.000    |
| Deutschland (BVMI)           | Platin                                                                 | 600.000   |
| Neuseeland (RMNZ)            | Gold                                                                   | 15.000    |
| Portugal (AFP)               | Gold                                                                   | 5.000     |
| Vereinigtes Königreich (BPI) | 2× Platin                                                              | 1.200.000 |
| Insgesamt                    | 3× Gold · 4× Platin ·                                                  | 1.945.000 |

## Coverversionen
Es gibt über 140 Coverversionen von Wonderful Christmastime, folgend eine Auswahl:
- 1999: Amy Grant für ihre Weihnachtssendung Amy Grant: A Christmas to Remember 1999 auf CBS
- 2000: Martin Sheen, John Spencer und Stockard Channing sangen das Lied als Teil des Ensembles der Fernsehserie The West Wing – Im Zentrum der Macht für das Album NBC Celebrity Christmas (2000)
- 2002: Hilary Duff auf Santa Claus Lane
- 2004: Barenaked Ladies: Barenaked for the Holidays (Instrumental)
- 2004: Tom McRae auf Maybe This Christmas Tree (2004)
- 2007: Jars of Clay auf Christmas Songs
- 2008: Demi Lovato auf All Wrapped Up
- 2009: Family Force 5 auf Family Force 5 Christmas Pageant
- 2011: Chicago feat. Dolly Parton auf Chicago XXXIII: O Christmas Three
- 2012: The Shins auf Holidays Rule (Kompilation)
- 2013: Straight No Chaser feat. Paul McCartney: Under the Influence: Holiday Edition (EP)
- 2016: Jimmy Buffett auf ’Tis The SeaSon
- 2016: Kylie Minogue und Mika auf Kylie Christmas: Snow Queen Edition

## Veröffentlichungen
- Am 16. November 1979 (USA: 26. November 1979) erschien die Single Wonderful Christmastime / Rudolph the Red-Nosed Reggae;[15] die B-Seite Rudolph the Red-Nosed Reggae wurde am 12. Mai 1975 in den Abbey Road Studios aufgenommen und in Mono veröffentlicht. Die Promotion-7″-Vinyl-Single in den USA enthält auf beiden Seiten die A-Seite.[16] Die Wiederveröffentlichung der Single in den USA im Jahr 1994 erfolgte auf roten Vinyl.[17]
- Am 24. Juli 1989 wurde das Album Back to the Egg erstmals auf CD mit drei Bonusliedern (Wonderful Christmastime, Rudolph the Red-Nosed Reggae und Daytime Nighttime Suffering) veröffentlicht[18]. Am 9. August 1993[19] wurde die CD in einer von Peter Mew erneut remasterten Version mit denselben drei Bonusliedern veröffentlicht.[20]
- Der Musikvideo von Wonderful Christmastime wurde am 13. November 2007 auf der DVD The McCartney Years als remasterte Version im 5.1 Surround Sound veröffentlicht.[21]
- Im Juni 2011 wurde McCartney II, zum zweiten Mal remastert, von dem Musiklabel Hear Music / Concord Music Group als Teil der Paul McCartney Archive Collection veröffentlicht. Die Special Edition enthält die Singleversion von Wonderful Christmastime.[22] Die Deluxe Edition beinhaltet darüber hinaus noch die längere Wonderful Christmastime [Full Length Version] (4:15 min) sowie den Musikvideo.[23]
- Am 29. Oktober 2013 erschien die Neuaufnahme des Weihnachtsliedes Wonderful Christmastime von der Gruppe Straight No Chaser auf ihrem Album Under the Influence – Holiday Edition. Paul McCartney steuerte den Gesang zum Lied Wonderful Christmastime bei.[24]
- Im November 2017 wurde eine Version von Wonderful Christmastime mit Paul McCartney & The Roots & Jimmy Fallon veröffentlicht. Es wurden zwei Singles veröffentlicht, eine in roten Vinyl mit der B-Seite von Norah Jones: Peace (Live at the Sheen Center) und mit der B-Seite The Decemberists: Jesus Christ im grünen Vinyl. Beide 7″-Vinyl-Single erschienen anlässlich des Black Friday.[25][26]